# Ungarische Eishockeyliga 2013/14
Die Saison 2013/14 war die 77. Spielzeit der ungarischen Eishockeyliga, der höchsten ungarischen Eishockeyspielklasse.

## Modus
Nachdem seit Gründung der MOL Liga die ungarische Liga ausschließlich aus einer Playoff-Runde bestanden hatte, an der die MOL-Liga-Teilnehmer sowie SAPA Fehérvár AV 19 teilgenommen hatten, werden seit der Saison 2012/13 keine separaten Spiele mehr als ungarische Meisterschaft ausgetragen. Stattdessen wird die bestplatzierte ungarische Mannschaft der MOL Liga als ungarischer Meister gekürt.

## Teilnehmer
Vier ungarische Mannschaften nahmen an der MOL Liga teil:
| Klub                     | Standort    | Eishalle                 | Kapazität | Gründung |
| ------------------------ | ----------- | ------------------------ | --------- | -------- |
| Dab.Docler               | Dunaújváros | Dunaújvárosi Jégcsarnok  | 4000      | 1977     |
| Ferencvárosi TC          | Budapest    | Pesterzsébeti Jégcsarnok | 1500      | 1928     |
| Miskolci Jegesmedvék JSE | Miskolc     | Miskolci Jégcsarnok      | 1300      | 1978     |
| Újpesti TE               | Budapest    | Újpesti Jégcsarnok       | 1300      | 1955     |

## Kader des ungarischen Meisters
| Ungarischer Meister Dab.Docler | Torhüter: Jānis Kalniņš, Tamás Kiss, Peter Sevela Verteidiger: Victor Axelsson Lindgren, Tamás Erdélyi, Gellért Hruby, Peter Huba, Adrián Hüffner, Henrich Jabornik, René Léránt, Richárd Nagy Angreifer: Zsolt Azari, Andy Contois, Nikandrosz Galanisz, Tamás Gröschl, Ádám Zoltán Hegyi, Ákos Kiss, Balázs Ladányi, Erik Magosi, Viktor Papp, Attila Pavuk, Imre Peterdi, Robert Sabadoš, Balázs Somogyi, Dávid Szappanos, Mate Szepessy Trainerstab: Stefan Lundh, Jonas Johnson |